# کوه لانگشان
لانگشان (انگلیسی: Mount Langshan) یا کوه لانگ (چینی: 崀山) یک کوه و منطقه دیدنی در شهرستان شین‌نینگ (هونان), هونان، چین است. این مکان در تابلوهای محلی به‌عنوان «ژئوپارک معروف جهانی یونسکو در چین» توصیف شده و در سال ۲۰۱۰ به عنوان بخشی از چشم‌انداز دانشیا به میراث جهانی اضافه شد به دلیل ویژگی‌های زمین‌شناسی منحصر به فرد و مناظر شگفت‌انگیز آن. ارتفاع قله آن ۸۱۸ متر است.